# Drieklovendam

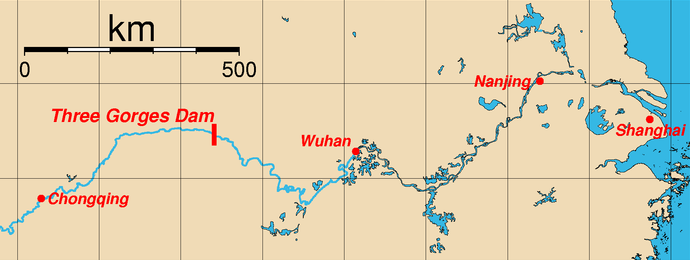
Locatie van de dam

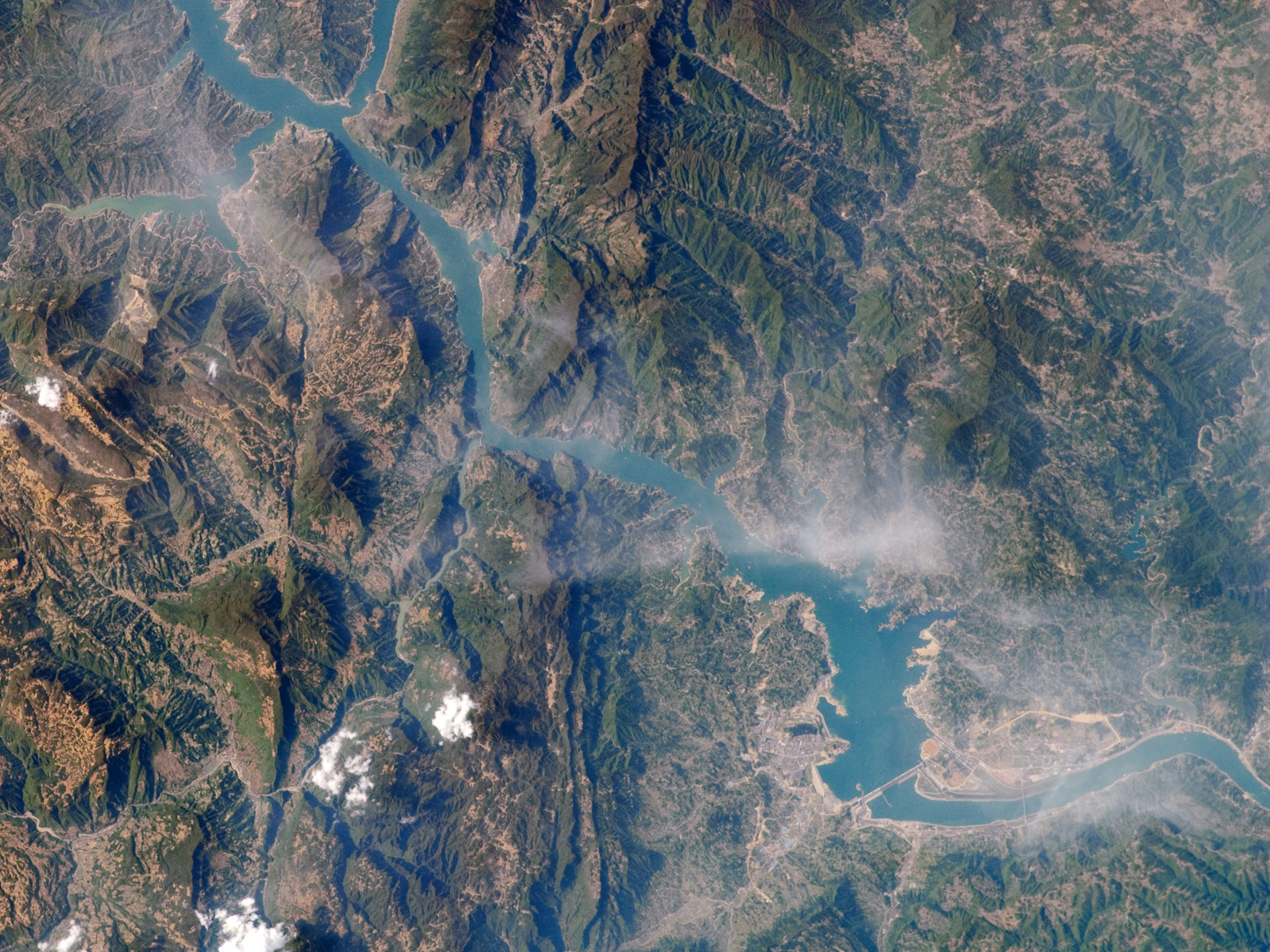
Zicht op dam en stuwmeer in 2009 vanuit het International Space Station

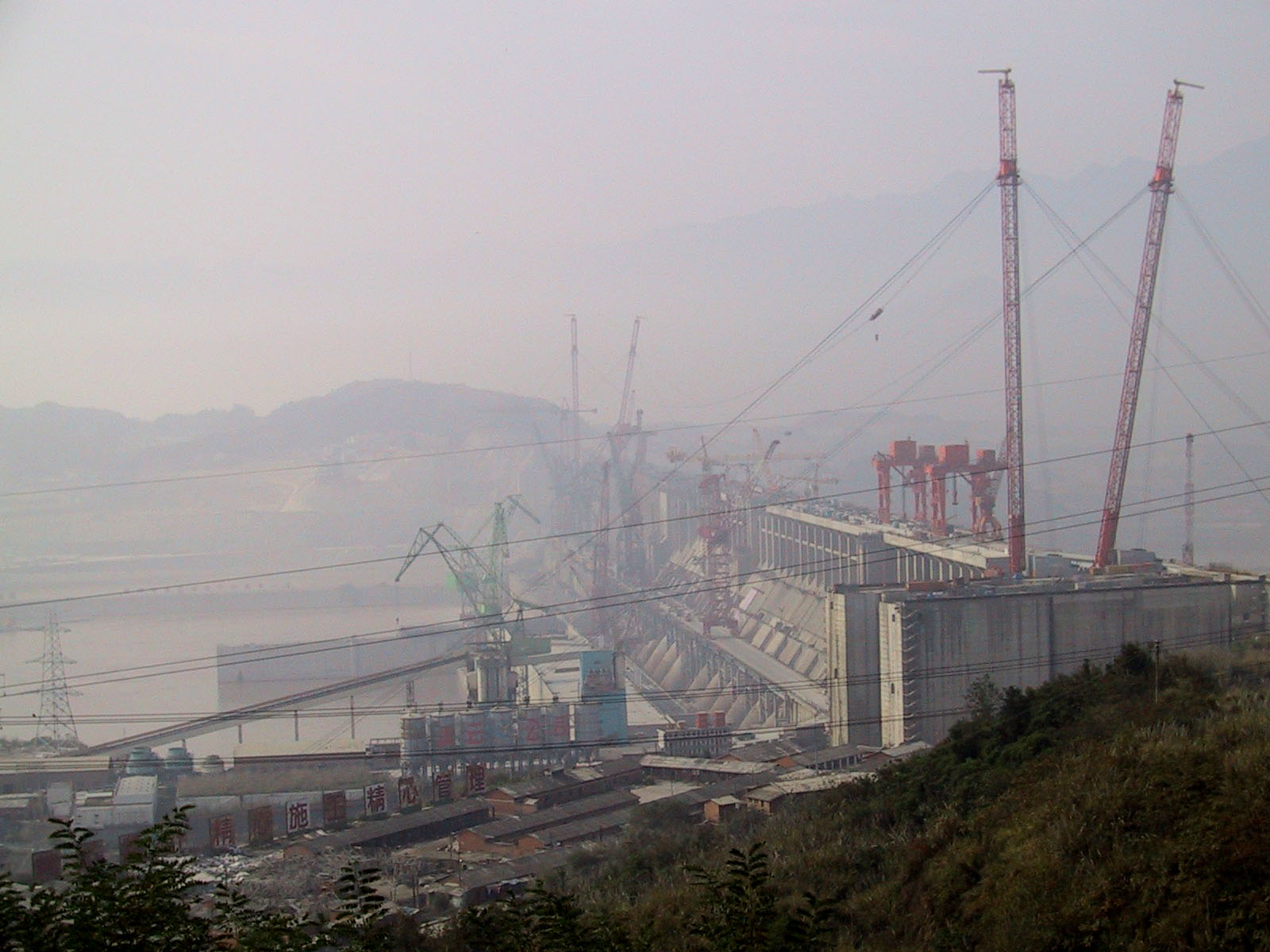
Dam tijdens de bouw

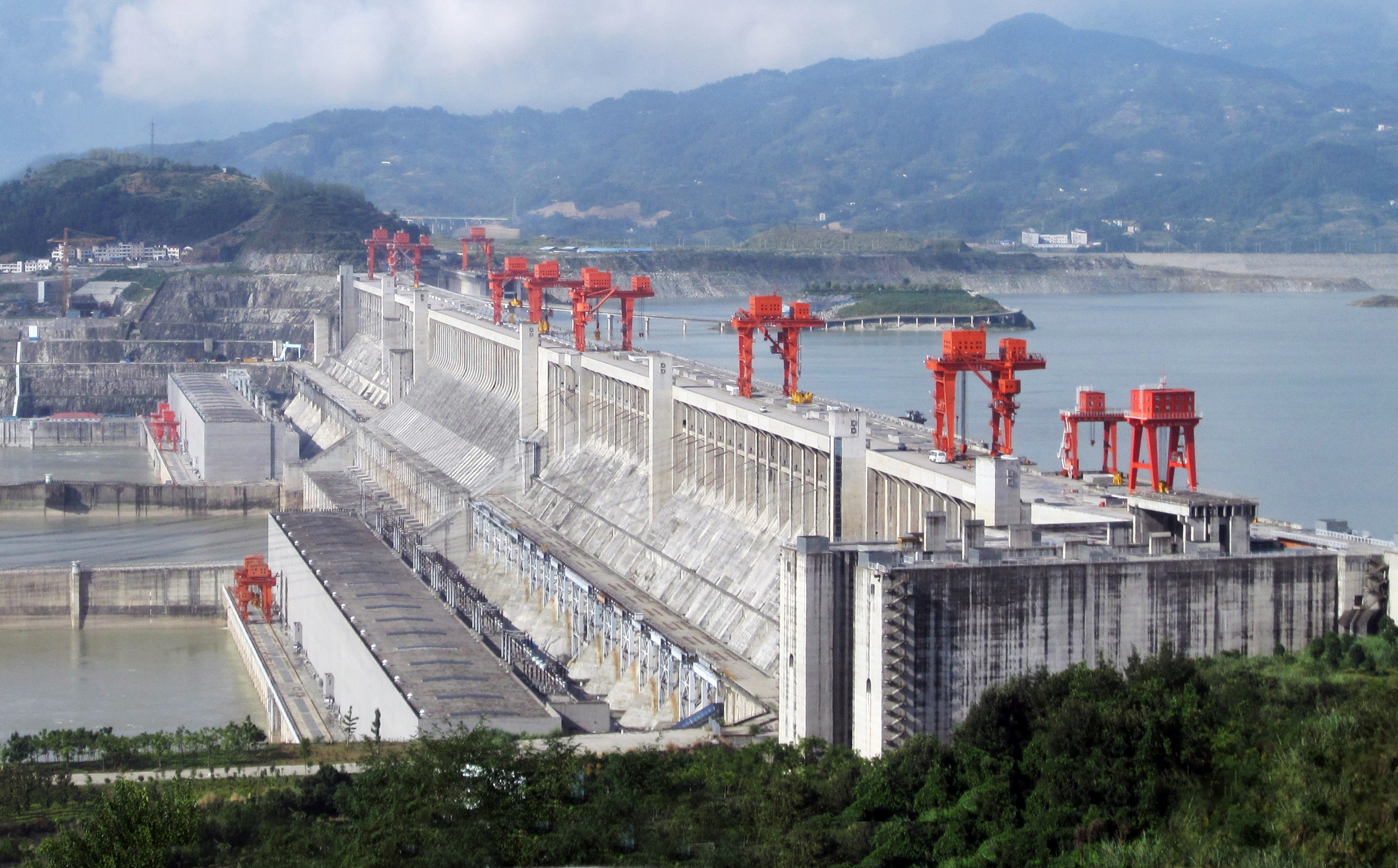
De dam in 2009

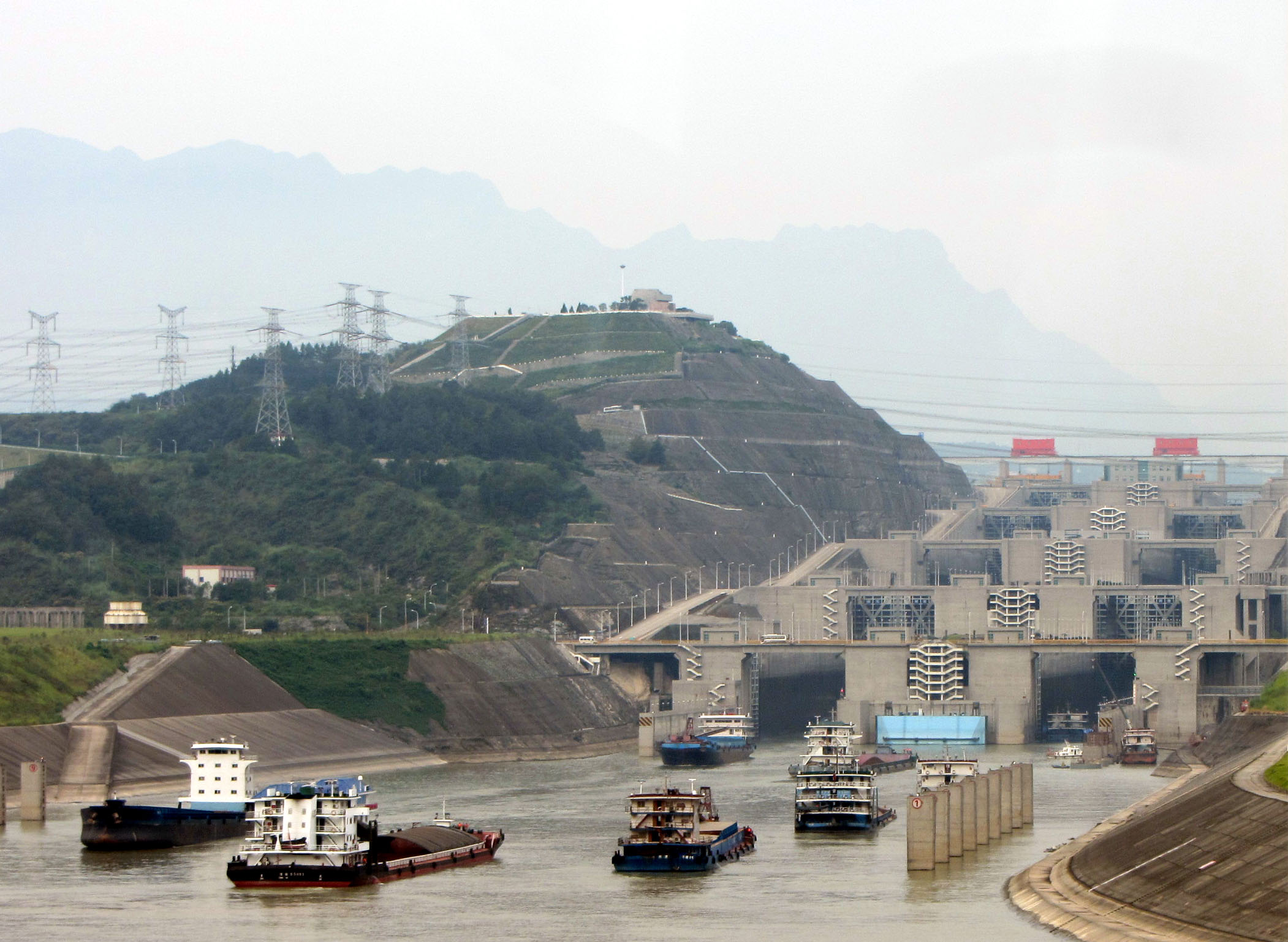
Aanzicht sluizen voor vrachtverkeer

De Drieklovendam in de Yangtze is de grootste waterkrachtcentrale en dam ter wereld en bevindt zich stroomafwaarts van de Drie Kloven, in de Chinese provincie Hubei. De constructie begon in 1994 en de stuwdam was in 2006 voltooid; de scheepslift was eind 2015 operationeel. De 26 generatoren van 700 MW waren in 2008 operationeel. Hierna zijn ondergronds nog eens zes generatoren toegevoegd, waarvan de laatste twee medio 2012 volledig operationeel werden.

## Project
De Yangtze is de op twee na langste rivier van de wereld en met een lengte van 6380 km de langste rivier van China. Zij stroomt van het Tibetaanse hoogland door de drie ravijnen naar het Yichang-plateau en verder naar Shanghai waar zij in zee stroomt. Het stroomgebied omvat bijna twee miljoen vierkante kilometer. Daarnaast is het een van de belangrijkste waterwegen van China. Het idee van een dam werd voor het eerst in 1919 door Sun Yat-sen geopperd. Het project kwam weer ter sprake in de jaren veertig en vijftig onder de regeringen van Chiang Kai-shek en Mao Zedong, maar hier werd toen geen gevolg aan gegeven. In de jaren tachtig dook het idee van een dam weer op. Het project werd in 1992 goedgekeurd. De constructie begon in december 1994 en de stuwdam was in 2006 voltooid; de scheepslift was eind 2015 operationeel.
De voorstanders van de dam wezen op een verminderd risico voor overstromingen, de energieproductie (hydro-elektrische elektriciteitsinstallatie) en de verbetering van de binnenvaart. De tegenstanders wezen op de negatieve gevolgen voor het milieu, zowel stroomop- als stroomafwaarts, en op de negatieve sociaal-culturele gevolgen van het project.

## Dam en stuwmeer
De dam zelf is 2,3 kilometer lang en 185 meter boven zeeniveau. Het hoogste niveau van het stuwmeer is 175 meter boven zeeniveau, terwijl dan aan de andere kant het water 110 meter lager staat.
Het reservoir voor de dam in de Yangtze werd vanaf begin juni 2003 gevuld. Het gewenste maximum werd bereikt in oktober 2010. Het stuwmeer dat zo was ontstaan heeft een maximale lengte van 660 kilometer en een maximale breedte van 1,12 km. Het bevat 39,3 km³ water en heeft een oppervlakte van iets meer dan duizend vierkante kilometer.

## Elektriciteit
Het oorspronkelijke project telde 26 generatoren, waarvan op 10 juli 2003 de eerste in dienst was gesteld. Het totale vermogen werd achttien gigawatt en de verwachte jaarproductie was 85 terawattuur (85 miljard kWh). Dit was ongeveer drie procent van het totale verbruik in China in 2006. Met de toevoeging in een tweede fase van nog eens zes bijkomende generatoren, werd het geïnstalleerde totale vermogen 22,5 GW. Vanaf 4 juli 2012 waren alle generatoren in dienst. Op 20 december 2013 had het project door de gegenereerde elektriciteit zichzelf al volledig terugbetaald. In 2014 werd 98,9 terawattuur geproduceerd, in 2015 zakte dit tot 87 terawattuur, in 2016 werd terug 93,5 terawattuur geproduceerd. Op een jaarlijkse elektriciteitsbehoefte in de Volksrepubliek China van ongeveer 5.400 terawattuur levert de centrale van de Drieklovendam dus zo'n 1,6% van de totale vraag.

## Transport
Om het transport via waterwegen zo goed mogelijk te laten doorgaan werd er een aantal sluizen geplaatst. Dit is niet vanzelfsprekend; de omgeving van de Drieklovendam is moeilijk te navigeren. Er zijn twee sluistrappen zodat op- en neergaand verkeer elkaar niet kruist. Elke trap telt vijf kolken. De kolkvloeren zijn 280 m lang, 35 m breed en 5 m diep. Schepen tot zo'n 10.000 ton kunnen hiervan gebruikmaken.
Het project omvat ook een scheepslift; eerst was een lift gepland voor het vervoer van schepen van 9000 ton, dit werd later bijgesteld tot 3000 ton. In december 2015 werd de lift in werking gesteld. Met de lift wordt een hoogteverschil van gemiddeld 113 meter overbrugd. De waterstand aan de onder- en bovenzijde kan fluctueren en hiermee moet bij de bouw rekening worden gehouden. De bakken van de lift zijn 120 m lang, 18 m breed en 3,5 m diep. Een reis op of neer duurt tussen de 30 à 40 minuten.

## Nadelige effecten
De bouw van de dam was omstreden omdat het stuwmeer een groot aantal steden en archeologische vindplaatsen onder water zette. Vanwege het stuwmeer moesten 1,2 miljoen mensen worden verplaatst. In 2007 werd duidelijk dat over een periode van tien tot vijftien jaar nog eens vier miljoen mensen aangemoedigd zullen moeten worden om te verhuizen. Veel natuurschoon in het Drieklovengebied is verloren gegaan. Daarnaast wordt gevreesd dat het reguleren van de rivier zal leiden tot verstoorde slibafzetting, waardoor bovenstrooms het stuwmeer zal dichtslibben en benedenstrooms geen vruchtbare grond meer afgezet zal worden. Ook zullen de achtergebleven gebouwen en fabrieken voor watervervuiling zorgen. Het water uit de rivier is inmiddels niet meer drinkbaar. In 2011 gaf de Chinese regering toe dat de bouw van de dam milieuproblemen, geologische problemen en economische malaise heeft gebracht.

## Cijfers

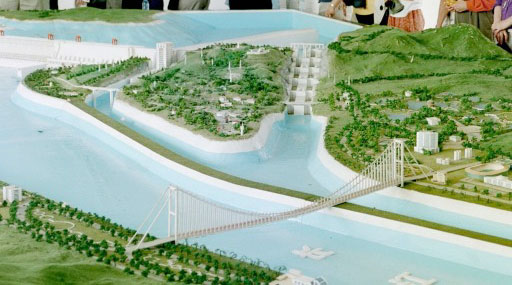
Model van de dam links, de scheepslift midden en de vijf sluizen rechts

- De periode van de bouw: 1994 tot 2006
- De lengte van de dam: 2310 m (andere bron: 1983 m)
- Hoogte van de dam: 185 m
- Normaal waterniveau: 175 m
- Minimum werkend waterniveau: 145 m
- Proefcapaciteit voor vloed: 22,1 miljard m³
- Totaal reservoir: 39,3 miljard m³ (Bodenmeer: 48,5 miljard m³)
- De oppervlakte van het water: 1085 km² (Bodenmeer: 536 km²)
- Kunstmatige meerlengte: 663 km (andere bronnen: 620 km)
- Debiet in het droge seizoen: 5860 m³/seconde.
- Geschatte elektriciteitscapaciteit: 18.000 megawatt (aan de bron)/ 85 miljard kilowattuur per jaar
- Aantal turbines: 32 Francisturbines
- Overstroomd gebied: met normaal waterniveau 23.793 hectare land
- Overstroomde steden: 13
- Overstroomde fabrieken: 657
- gemiddelde stuwmeerbreedte: 1,1 km of 1,6 km (afhankelijk van de bron)
- Personen die moesten verhuizen: 1,3 tot 2 miljoen
- Grondverzet: 8,789 miljoen m³ weggegraven, 3,124 miljoen m³ aangebracht
- Beton: 2,689 miljoen m³
- Eigenaar: China Jangzte Power Co, een dochterbedrijf van China Three Gorges Corporation

## Media
De dam was vanwege de grootte het hoofdonderwerp van een aflevering van National Geographic's Big, Bigger, Biggest. Ook was het het onderwerp van een aflevering van de VPRO documentaire Langs de oevers van de Yangtze.